# 艾巴斯特

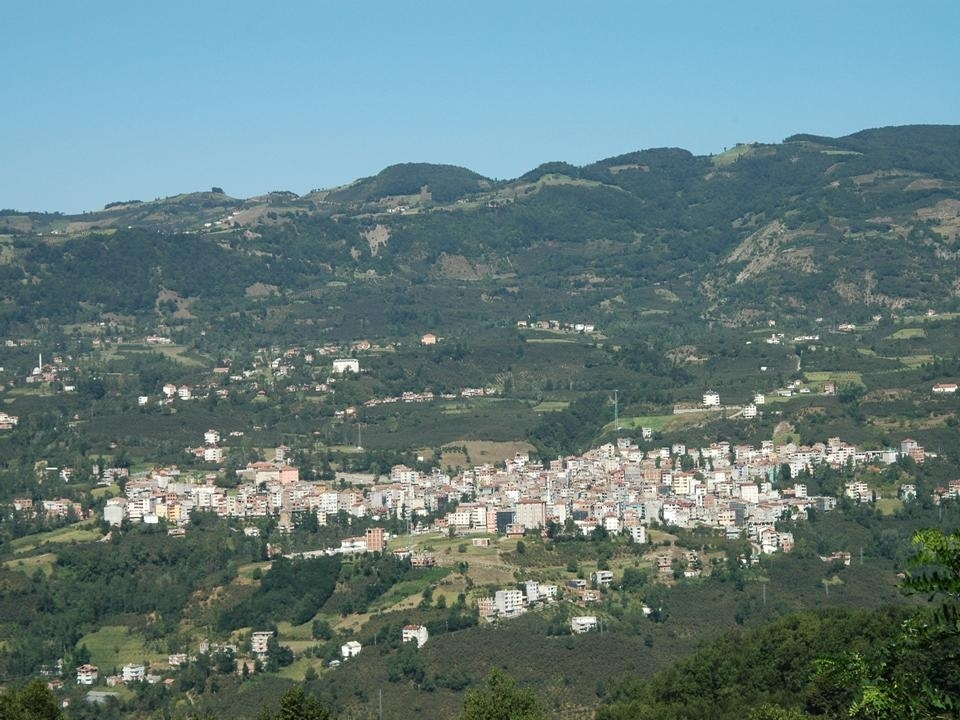

艾巴斯特是土耳其的城鎮，由奧爾杜省負責管轄，位於該國北部，面積423平方公里，海拔高度664米，主要經濟活動有農業和畜牧業，2011年人口13,984。

## 外部連結
- （土耳其文） District governor's official website （页面存档备份，存于）
- （土耳其文） Aybastı municipality
- photographs
- （土耳其文） local info website (follow "resimler" for more photos)
- （土耳其文） and another one
- Road map of Aybastı and environs （页面存档备份，存于）
- Various images of Aybastı, Ordu （页面存档备份，存于）
- Epasa - Έπασα - Aybasti （页面存档备份，存于）

40°41′12″N 37°23′57″E / 40.68667°N 37.39917°E